# Polyommatus kashgharensis
Polyommatus kashgharensis är en fjärilsart som beskrevs av Moore 1878. Polyommatus kashgharensis ingår i släktet Polyommatus och familjen juvelvingar. Inga underarter finns listade i Catalogue of Life.